# 산양초등학교 (경남)
산양초등학교는 대한민국 경상남도 통영시 산양읍 남평리에 있는 공립 초등학교이다.

## 학교 연혁
- 1938년 4월 13일 산양제2공립심상소학교 개교
- 1939년 4월 1일 산양공립심상소학교로 개칭
- 1941년 4월 1일 산양공립국민학교로 개칭
- 1992년 3월 1일 학림분교장 편입
- 1994년 12월 10일 급식소 신축 완공
- 1995년 3월 1일 곤리분교장 편입
- 1999년 9월 1일 풍화분교장, 화양분교장 편입
- 2025년 3월 1일 곤리분교장 통폐합

## 참고 자료
- 산양초등학교 - 한국교육학술정보원 학교알리미